# ドラック洞窟

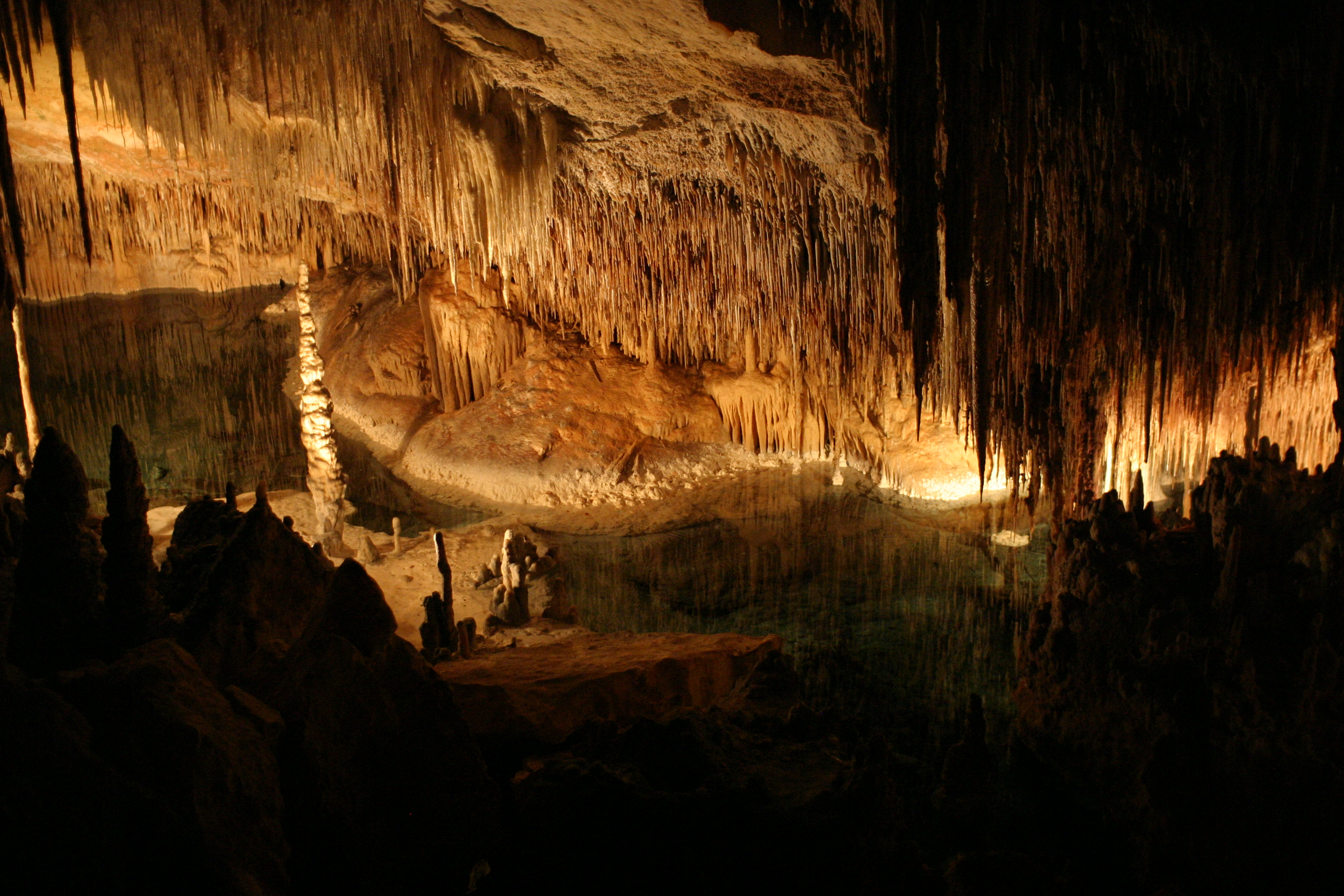
ドラック洞窟

ドラック洞窟 (カタルーニャ語発音: [kɔvəz ðəɫ ˈdɾak], スペイン語: Cuevas del Drach) は、スペイン、バレアレス諸島、マヨルカ島に位置する4つの大きな洞窟である。これらは、マナコルにあり、ポルト・クリストにも近い。1338年に初めて言及された。この洞窟は、深さ25mに達し、長さは2.4kmに及ぶ。4つの洞窟は、それぞれブラック洞窟、ホワイト洞窟、ルイス・サルヴァドールの洞窟、フランス人の洞窟と呼ばれ、繋がっている。
洞窟は、地中海から入口を通り、押し出された水によって生じ、研究者の中には、形成されたのが中新世まで遡ると考える者もいる。洞窟には、マルテル湖と呼ばれる地下湖があり、長さは約115m、幅は30mある。その名称は、フランス人探検家で科学者のエドゥアルド・ア・マルテルに因んでいる。彼は、洞穴学（洞窟に関する学問）の創始者と考えられている。1896年に、彼はこの洞窟を調査することを依頼された。ドイツの洞窟探検家、M.F.は、1880年にホワイト洞窟とブラック洞窟の地図を製作した。マルテルは、地下湖ともう2つの洞窟を発見した。
この洞窟は一般に開放されており、マヨルカ島の主要な観光地の1つとなっている。観光の最期には、ボート上の4人のミュージシャンが演奏するショート・クラシックコンサートがある。